# 逻辑链路控制
逻辑链路控制（英語：Logical Link Control，简称）是局域网中数据链路层的上层部分，IEEE 802.2中定义了逻辑链路控制协议。用户的数据链路服务透過子层为网络层提供统一的接口。在子层下面是（介质访问控制）子层。
标准中增加了这个子层，该子层透过在包上加了8位元的目的地址服务接入点和源地址服务接入点来保证在不同网络类型中传输。另外，有一个8或16位的控制字段用于象流控制的辅助功能。

## 操作方式
提供了两种无连接和一种面向连接的三种操作方式：
方式一：无回复的非连接導向方式，它允许发送帧时：
1. 给单一的目的地址（点到点协议或单点传输）；
2. 给相同网络中的多个目的地址（多点传输）；
3. 给网络中的所有地址（广播传输）。

多点和广播传输在同一信息需要发送到整个网络的情况下可以减少网络流量。单点传输不能保证接收端收到帧的次序和发送时的次序相同。发送端甚至无法确定接收端是否收到了帧。  
方式二：面向连接的操作方式。给每个帧进行编号，接收端就能保证它们按发送的次序接收，并且没有帧丢失。利用滑动窗口流控制协议可以让快的发送端也能流到慢的接收端。
方式三：有回复的无连接方式。它仅限于点到点通信。

## 的头控制字节和帧格式
的头部包含：

- DSAP（Destination Service Access Point，目标服务接入点）字节，8bits
- SSAP（Source Service Access Point，來源服务接入点）字节，8bits
- Control（控制）字段，8或16bits

为了便于区分，有三种控制字段，分别叫做，帧。
- （Unnumbered）帧，8位的控制字段，特别用于无连接的应用
- （Information）帧，16位的控制和帧编号字段，用于面向连接的应用
- （Supervisory）帧，16位的控制字段，用于在层中进行管理监督。

在这三种格式中，只有帧在广泛使用。用第一个字节的最后两位来区分这三种帧格式。